# Latarenkowiec duży
Latarenkowiec duży (Anomalops katoptron) – gatunek morskiej ryby beryksokształtnej z rodziny Anomalopidae, jedyny przedstawiciel rodzaju Anomalops. 

## Zasięg występowania
Ocean Spokojny; Filipiny i Indonezja do Tuamotu, na północ do południowej Japonii, na południe do Wielkiej Rafy Koralowej.

## Morfologia
Osiąga do 35 cm długości.